# Canthigaster papua
Canthigaster papua е вид лъчеперка от семейство Tetraodontidae. Видът не е застрашен от изчезване.

## Разпространение и местообитание
Разпространен е в Австралия, Виетнам, Гуам, Индия (Андамански и Никобарски острови), Индонезия, Камбоджа, Малайзия, Мианмар, Микронезия, Нова Каледония, Палау, Папуа Нова Гвинея, Сингапур, Соломонови острови, Острови Спратли, Тайланд, Тувалу, Филипини и Япония.
Обитава океани, морета, лагуни и рифове в райони с тропически климат. Среща се на дълбочина около 5 m, при температура на водата около 29,3 °C и соленост 34,9 ‰.

## Описание
На дължина достигат до 10 cm.